# NGC 281
NGC 281, IC 11 hay Sh2-184 là một tinh vân phát xạ sáng trong vùng H II của chòm sao Tiên Hậu phía bắc và là một phần của nhánh Anh Tiên của Dải Ngân hà. Tinh vân có kích thước 20 × 30 arcmin này cũng được liên kết với cụm sao mở IC 1590, một số tinh vân hạt Bok và nhiều ngôi sao, B 1. Nó gọi chung là Sh2-184,  trải dài trên một vùng rộng hơn là 40 arcmin. Khoảng cách từ tinh vân này đến Trái Đất được ước tính là vào khoảng 2,82 ± 0,20 kpc (9200 ly) bằng cách đo thị sai vô tuyến của masser nước ở tần số 22 GHz vào năm 2014. Nói một cách thông thường, NGC 281 còn được gọi là Tinh vân Pacman vì nó giống với nhân vật trò chơi điện tử.
Edward Emerson Barnard đã phát hiện ra tinh vân này vào tháng 8 năm 1883 và mô tả nó là "một tinh vân lớn mờ nhạt, rất khuếch tán." Nhiều sao 'B 1' hoặc β 1 sau đó được phát hiện bởi SW Burnham, thành phần sáng của nó được xác định là sao lớp quang phổ O6 có độ phát sáng cao, HD 5005 hoặc HIP 4121. Nó bao gồm một điểm chính cấp 8 với bốn đồng hành ở khoảng cách từ 1,4 đến 15,7 arcsec. Không có sự thay đổi đáng kể nào trong hệ ngũ phân này kể từ các phép đo lường đầu tiên được thực hiện vào năm 1875.
Trong điều kiện trời tối, vùng tinh vân này có thể nhìn thấy được bằng các kính thiên văn nghiệp dư. Trong cuốn sách Những kỳ quan bầu trời sâu thẳm, Walter Scott Houston mô tả sự xuất hiện của tinh vân trong một kính thiên văn nhỏ:
"Có một vầng sáng mờ nhạt trong vùng lân cận của nhiều ngôi sao, khiến người ta đôi khi có ấn tượng về một tinh vân lớn hơn nhiều... Độ sáng bề mặt của nó thấp hơn nhiều so với độ sáng của M33 trong chòm sao Tam Giác hoặc NGC 205, bạn đồng hành xa xôi của thiên hà Andromeda."

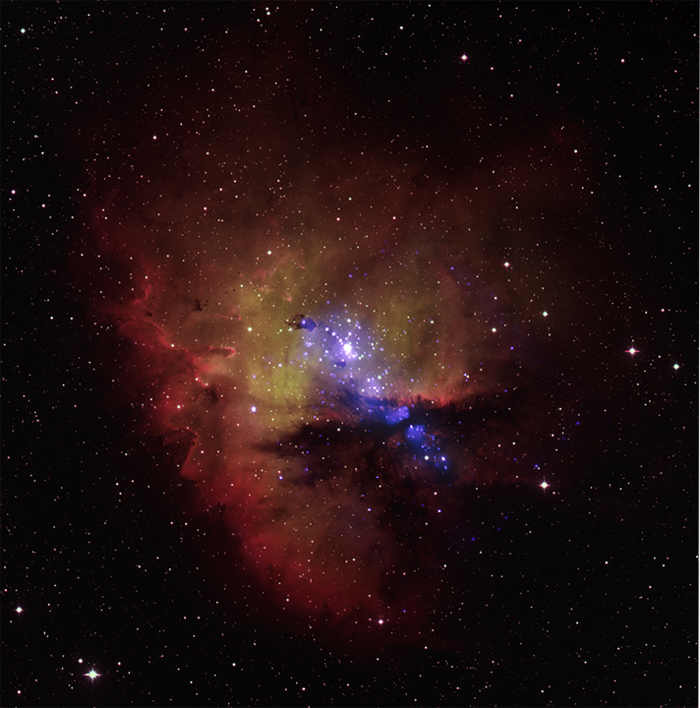
NGC 281 trong tia quang học (đỏ, vàng) và tia X (xanh lam)
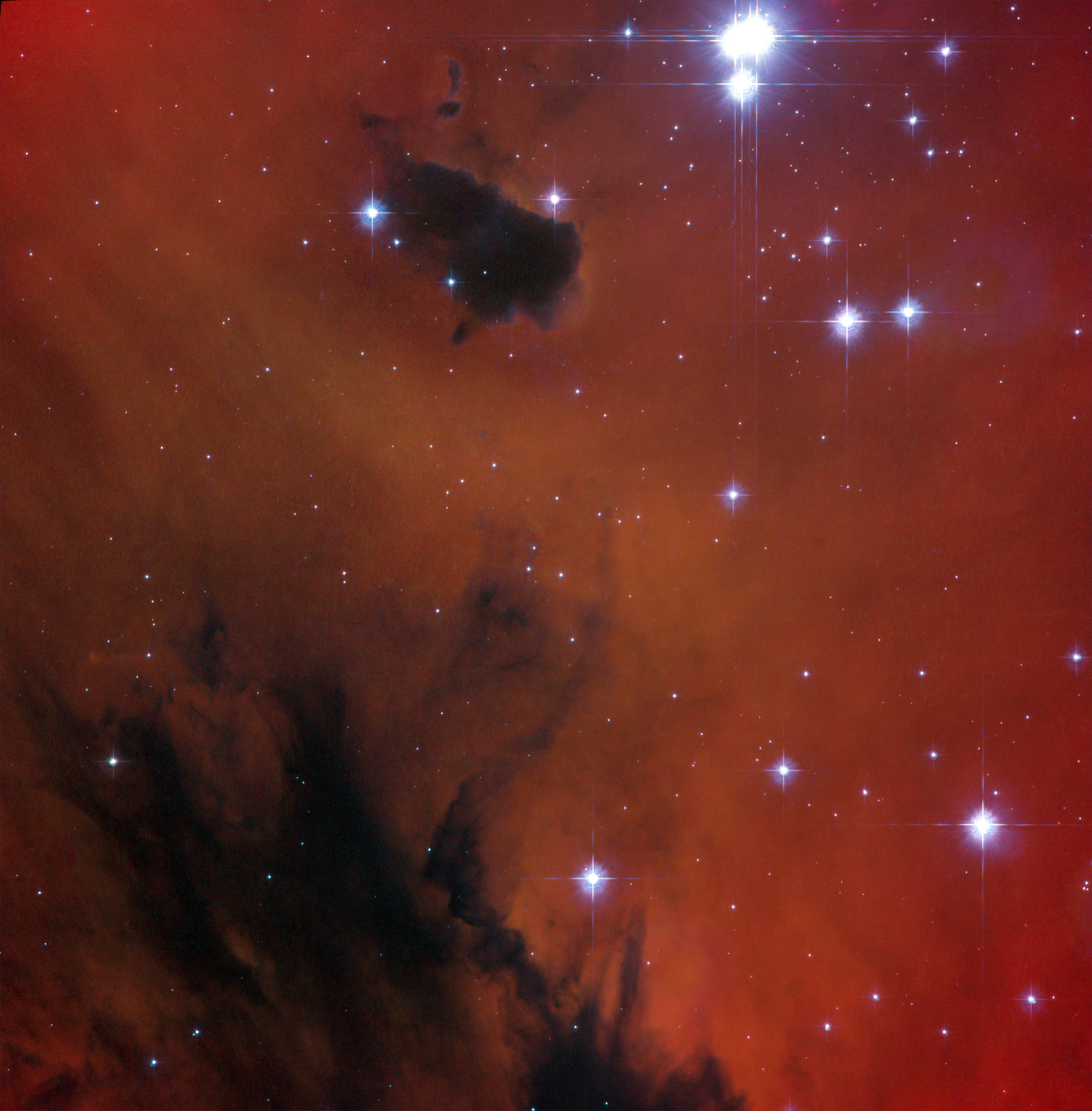
Cụm sao mở trẻ IC 1590, được tìm thấy trong vùng hình thành sao NGC 281